# Hippocampe Fou
Hippocampe Fou ou Hippo, de son vrai nom Sébastien Gonzalez, né le 5 janvier 1984 à Thonon-les-Bains, est un rappeur français.
Selon RFI, son style musical se situe entre MC Solaar et Boby Lapointe.

## Biographie

### Enfance et études
Sébastien Gonzalez naît en 1984 à Thonon-les-Bains (Haute-Savoie) d'une mère française et d'un père colombien. Il passe son enfance dans le 15e arrondissement de Paris, et reste fils unique jusqu'à l'âge de neuf ans. Il exprime avoir été bercé par la musique, avec des groupes comme Queen et Nirvana, mais aussi par le cinéma, ce qui le conduit à s'inscrire en faculté de cinéma.

### Carrière musicale
Hippocampe Fou commence à se produire en 2010, et réalise trois albums : Aquatrip, Céleste puis Terminus, ainsi qu'un minialbum intitulé Vaccin contre l'automne. Entre 2007 et 2010, il participe au groupe La Secte Phonétik.
Depuis 2008, Hippocampe Fou est managé par le groupe Excuse My French.
Fin 2015, il participe à Zombie Kids, un spectacle monté par Saule dans le cadre de Mons 2015. Il participe au Reggae Sun Ska Festival à Bordeaux en 2017, accompagné de son acolyte Céo.
Hippocampe Fou met en ligne le 18 février 2018 un nouveau clip intitulé Underground, tiré de son album Terminus sortant le 9 mars 2018. Il a également fait deux featurings avec son père, Francisco Gonzalez, qui chante le refrain de Las Estrellas dans l'album Céleste et qui a composé la dernière musique de l'album Terminus : Langue paternelle.
L'album Terminus est un album aux ambiances jazz dans lequel Hippocampe Fou ouvre quelques éléments de sa personnalité : maussade avec un brin d'humour, jouant sur la langue, racontant des histoires personnelles dans l'inspiration de Saïan Supa Crew.
Il fait également une collaboration avec Puppetmastaz, groupe hip-hop d'origine allemande, sur le titre Cheeba Garden.
En 2020, il sort en pleine pandémie mondiale le clip de Swipe Right, annonçant le projet "Pas pour les jeunes".

## Discographie

### Albums
- 2010 : Vidéo Rap (EP)

### Collaborations
- 2009 : La Réunion des Text Addicts de La Secte Phonétik
- 2012 : Le Con D'un Autre de J. Keuz avec Posti & Ruff sur Wakos Music Vol.2
- 2013 : Testament de Lucio Bukowski avec Anton Serra
- 2013 : Qui dit groove de Fredo Faya sur Fredo Faya and Friends 2 (Paname)
- 2013 : Hello Nurse de Dirty Zoo avec TIS sur Sauvage
- 2014 : Le peuple de l'eau de Stouffi the Stouves sur Squid Invasion
- 2015 et 2018 : Zombie Kids de Saule
- 2016 : Brako de Dooz Kawa sur Bohemian Rap Story
- 2016 : Même pas peur de Hugo Délire sur Grand Delirium
- 2016 : Les Étincelles de Pierro avec Abuz, Neobled, Swift Guad, L'Azraël, Fredo Faya & Enz sur Trente Trois Tours
- 2016 : Le souague de Vincha sur Qui dit mieux ?
- 2016 : Les chevaliers du cognac de Dirty Zoo sur La dernière Tribu
- 2016 : Cheeba Garden de Puppetmastaz avec DJ Illvibe sur Keep Yo Animal
- 2018 : Les Mots de PV Nova, sur 11 days
- 2018 : Tête étoilée de Nico K avec Céo sur Lune-Hiver
- 2019 : Soirée de Ouf 2 de Yoshi Di Original sur C'est pour vous !
- 2019 : Freaky de Too Many T's avec La Fine Équipe sur LA FAM ILL
- 2020 : Système D de Système D avec Demi Portion, DJ Netik, Tim Dup, George Ka, Doux Breuvage, Eklips, Thaïs Lona, Elias Wallace & Stav sur Système D
- 2021 : Tout donner de Le Bon Nob avec Jérémy Frerot, Natalia Doco, Karimouche, R.Wan, Hippocampe Fou, Rémo, Mary May & Merlot sur Tout donner